# Liezen
Liezen è un comune austriaco di 8 086 abitanti nell'omonimo distretto (del quale è capoluogo e centro maggiore), in Stiria; ha lo status di città capoluogo di distretto (Bezirkshauptstadt). Il 1º gennaio 2015 ha inglobato il comune soppresso di Weißenbach bei Liezen.
Si trova al centro del distretto, lungo il corso del fiume Enns.